# Francisco Tomás y Estruch
Francisco Tomás y Estruch (Carmelo, 1862-Barcelona, 1908) fue un dibujante, crítico y poeta uruguayo residente en España.

## Biografía
Nació en el seno de una familia de padres catalanes en 1862, en la localidad uruguaya de Carmelo. Residente en España, fue dibujante y poeta y autor de títulos como Vándalo (poema, Barcelona, 1905). Falleció el 15 de abril de 1908 en Barcelona. También cultivó la crítica artística.